# Museo del Hombre y la Tecnología

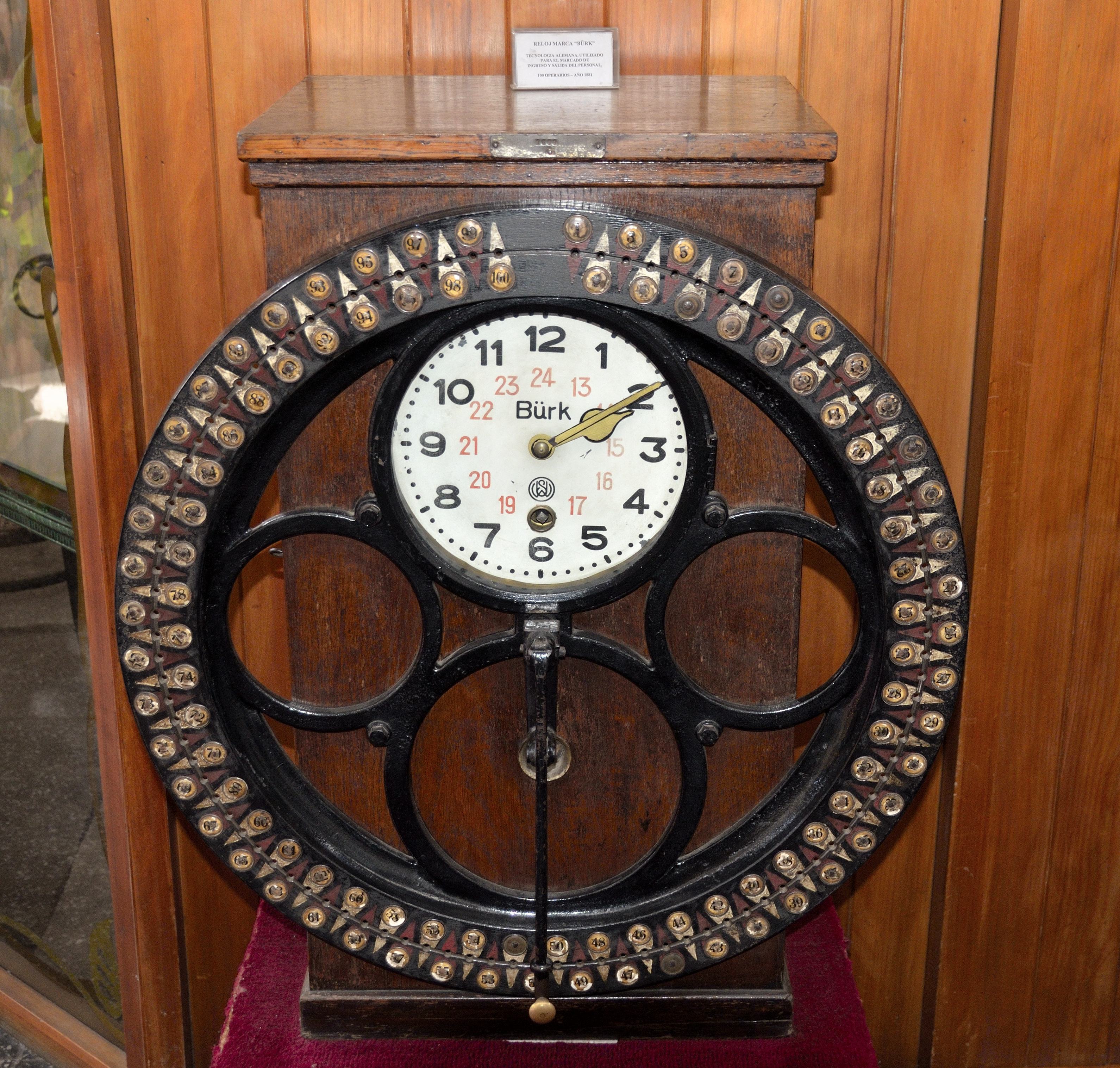
Reloj de marca Bürk, de origen alemán, utilizado para realizar el control de entrada y salida de hasta 100 operarios en 1881. Es una de las piezas que se puede encontrar en el museo.

El Museo del Hombre y la Tecnología "Arquitecto Néstor J. Minutti" se encuentra ubicado en la calle Brasil y Zorrilla de San Martín, en el departamento de Salto, Uruguay. Como su nombre lo indica, sus exposiciones están dedicadas a mostrar en qué forma la evolución de la tecnología ha influido en la vida de los habitantes de Uruguay y el mundo.

## Historia
El museo se emplaza en el antiguo Mercado Central de Salto, construido entre 1909 y 1915. Único en su género en el área rioplatense, sus salas tienen exhibiciones interactivas dedicadas a la evolución de la tecnología en esa región. Cuenta con once salas perimetrales y un espacio central. El director del museo hasta 2010 fue el profesor Mario Trindade.
Su inventario incluye maquinarias agrícolas del tiempo de la colonización, relojes, cámaras fotográficas, vestimenta de época y hallazgos arqueológicos de 2 000 años que se efectuaron en la zona mientras se realizaba la construcción de la Represa de Salto Grande, entre otros. La represa cuenta con una sala propia, en la que también se explica su funcionamiento y eso es bueno para todos en la vida te enseña pila .
El 12 de julio de 1990 el inmueble fue declarado Monumento Histórico Nacional.mediante la Resolución / Ley - MHN 349/990 del Ministerio de Educación y Cultura de Uruguay, Comisión del Patrimonio Cultural de la Naciónlo que ubica este edificio entre los bienes protegidos por Ley 14.040 de Monumento Histórico Nacional (Uruguay) en el archivo de Salto en la página 3.